# معركة زيلاند
معركة زيلاند (بالإنجليزية: Battle of Zeeland)‏ هي معركة صغيرة وقعت على الجبهة الغربية في الفترة من 10 إلى 18 مايو 1940، أثناء المراحل الأولى للهجوم الألماني على فرنسا والأراضي الواطئة في الحرب العالمية الثانية. حاول الهولنديون والفرنسيون صد الهجوم الألماني الضاري، والصمود والدفاع عن مقاطعة زيلند الهولندية، غير أن المعركة ـ التي دامت ثمانية أيام ـ أسفرت عن هزيمة مخيبة للآمال للفرنسيين والهولنديين.